# Hans Schott-Schöbinger
Hans Schott-Schöbinger, nom d'artiste de Johann Schöbinger (né le 18 décembre 1901 à Andritz, mort le 28 juillet 1984 à Schwoich) est un acteur et réalisateur autrichien.

## Biographie
Il est  le fils illégitime d'une gouvernante et blanchisseuse et d'un déménageur. Après des cours de théâtre à Graz, il fait ses débuts sous le nom de Hans Schöbinger en 1920 au Stadttheater St. Pölten. Il joue ensuite sur les scènes viennoises, notamment au Theater in der Josefstadt et au Wiener Kammerspiele. Il en est le directeur pendant cinq ans. Il joue le personnage principal dans la nouvelle production viennoise de l'adaptation du personnage de Winnetou en 1931.
Le 17 avril 1942, la représentation d'ouverture de la revue Ringstrasse Melody de Hanns Schott-Schöbinger et Rudolf Weys a lieu au Bürgertheater de Vienne. Schott-Schöbinger tient le rôle principal, aux côtés des favoris du public tels que Hans Olden, Mimi Shorp et Lia Lange. Malgré des critiques négatives, la pièce jouit d'une grande popularité et, en septembre 1942, ont eu lieu 200 représentations.
De 1936 à 1944, il apparaît dans des films, où il tient d'abord des rôles importants puis finalement d'importance mineure. Après la fin de la guerre, il réalise plusieurs Kulturfilms pour la société de production de Klagenfurt Carinthia-Filmkunst dont il est un fondateur.
Schott-Schöbinger devient directeur général et directeur de la production cinématographique Alpen Film Austria et chef de la société de distribution munichoise Defir, qu'il dirige jusqu'en 1958. Dans les années 1950, en plus de plusieurs courts métrages documentaires, il réalise plusieurs comédies et Heimatfilms et écrit l'idée du film Das Mädchen vom Pfarrhof (1955). Il réalise pour la dernière fois des films de vulgarisation de la sexualité dans les années 1960.

## Filmographie

### En tant qu'acteur
- 1936 : Manja Valewska
- 1938 : Adresse unbekannt
- 1939 : Eins zu Eins (court métrage)
- 1940 : Histoires viennoises
- 1940 : Blonde Frau übern kurzen Weg (court métrage)
- 1943 : Abenteuer im Grandhotel
- 1943 : …und die Musik spielt dazu
- 1943 : Rêve blanc
- 1944 : Ein Blick zurück / Am Vorabend

### En tant que réalisateur
- 1949 : Hexen (aussi scénariste)
- 1950 : Les Amours du prince Jean (de) (Erzherzog Johanns große Liebe)
- 1954 : Der rote Prinz (de)
- 1955 : Deux Cœurs et un trône (de) (Zwei Herzen und ein Thron)
- 1956 : Vacances au lac Worther (de) (Holiday am Wörthersee)
- 1957 : Le Médecin de campagne de Bayrischzell (de) (Der Bauerndoktor von Bayrischzell)
- 1958 : Nus tels que Dieu les créa (de) (Nackt wie Gott sie schuf)
- 1960 : … und keiner schämte sich (de) (aussi producteur)
- 1962 : Alleluia Jazz (de) (Der Pastor mit der Jazztrompete) (aussi scénariste)
- 1964 : Die drei Scheinheiligen (de) (aussi scénariste)
- 1968 : Andrée ou Andréa (Andrea – wie ein Blatt auf nackter Haut) (aussi scénariste)
- 1969 : Peau sur peau (de) (Von Haut zu Haut)
- 1969 : Les Folles Nuits de la Bovary (Die nackte Bovary)